# Кутюрье, Шон
Шон Дже́ральд Кутюрье́ (англ. Sean Gerald Couturier; род. 7 декабря 1992, Финикс) — канадский хоккеист, центральный нападающий и капитан клуба НХЛ «Филадельфия Флайерз».

## Биография
Шон Кутюрье родился в американском городе Финикс, штат Аризона. Отец Шона — профессиональный хоккеист Сильвен Кутюрье, большую часть карьеры проведший в низших североамериканских лигах, однако и в НХЛ немного поигравший (в общей сложности 33 матча в 1988—1992 гг.). Во время его пребывания в стане клуба ИХЛ «Финикс Роудраннерз» на американской земле и родился Шон.
Юниорскую карьеру Кутюрье провёл в составе команды «Дрюммонвилль Вольтижерс», выступающей в Главной юниорской хоккейной лиге Квебека (QMJHL) — одной из трёх крупнейших юниорских канадских хоккейных лиг. В первом же своём сезоне в QMJHL (2008/2009) Шон помог «Вольтижерс» впервые в истории клуба выиграть чемпионство. Впрочем, вклад 17-летнего Кутюрье в этот успех был не слишком велик — с 31 баллом он стал только 10-м бомбардиром своей команды.
На следующий год продуктивность Шона заметно выросла, что позволило ему выиграть титул лучшего бомбардира QMJHL. Правда, количество набранных очков, позволившее ему завоевать этот титул (96), стало наименьшим за всю историю бомбардирского трофея лиги. «Вольтижерс» же на этот раз оступились в полуфинале, уступив будущему победителю «Монктон Уайлдкэтс».
В сезоне 2010/2011 Кутюрье набрал всё те же 96 очков, сыграв при этом на 10 матчей меньше чем год назад. На этот раз он стал четвёртым в бомбардирской гонке. В плей-офф «Драммондвилл» вылетел уже во втором раунде. Шону Кутюрье за этот сезон был присужден трофей самого ценного игрока QMJHL.
В декабре-январе 2010—2011 гг. Кутюрье впервые примерил игровой свитер сборной Канады, сыграв на молодёжном чемпионате мира 2011. Он был самым молодым хоккеистом в заявке канадской команды на этом турнире. В итоге «Кленовые» завоевали серебряные медали, проиграв в финале сборной России.
На драфте НХЛ 2011 г. Шон был выбран в первом раунде под общим 8-м номером клубом «Филадельфия Флайерз».
Сумев произвести хорошее впечатление в тренировочном лагере «Лётчиков», Кутюрье начал сезон 2011/12 в основном составе этой команды НХЛ. В своей третьей игре в сильнейшей лиге Северной Америки против «Ванкувер Кэнакс» 12 октября 2011 г. Шон набрал первой результативное очко, отдав голевую передачу Якубу Ворачеку. Шесть дней спустя Кутюрье отметился первой заброшенной шайбой (в ворота «Оттавы Сенаторз»). 25 октября 2011 г. руководство «Флайерз» приняло решение оставить 18-летнего нападающего в составе команды на весь сезон (очень часто в аналогичных ситуациях молодые хоккеисты отправляются ещё на год в юниорские лиги). Это решение не позволило Шону сыграть на МЧМ-2012.
13 апреля 2012 г. в матче первого раунда розыгрыша Кубка Стэнли против «Питтсбург Пингвинз» Кутюрье сделал первый в карьере хет-трик, добавив к нему одну голевую передачу. Матч закончился победой «Филадельфии» со счётом 8:5.
Летом 2015 года продлил контракт до конца сезона 2021/22 на сумму $ 26 млн, который вступал в силу с сезона 2016/17. По итогам сезона 2017/18 попал в тройку номинантов на приз «Селки Трофи», набрав рекордные для себя 76 очков и войдя в пятёрку лучших игроков по показателю полезности. В 6-м матче серии плей-офф против «Питтсбурга» сделал второй хет-трик в карьере и набрал 5 очков (3+2), но в этот раз встреча закончилась победой «Пингвинов» со счётом 8:5.
Из-за травмы полностью пропустил сезон 2022/23. В сезоне 2023/24 набрал 38 очков (11+27) в 74 матчах.
26 октября 2024 года набрал 5 очков (3+2) в матче против «Миннесоты» (7:5). Это был 4-й хет-трик в НХЛ в карьере Кутюрье и первый с января 2019 года. Первое очко в этом матче стало для Кутюрье 500-м за карьеру в НХЛ. До этого в первых 7 матчах сезона 2024/25 набрал всего одно очко.

## Статистика
| Легенда | Легенда                    | Легенда | Легенда                   | Легенда | Легенда    |
| ------- | -------------------------- | ------- | ------------------------- | ------- | ---------- |
| И       | Количество проведённых игр | Штр     | Штрафное время            | +/−     | Плюс-минус |
| Г       | Голы                       | П       | Голевые передачи          | О       | Очки       |
| -       | Статистика неизвестна      | —       | Статистика не учитывалась |         |            |

## Награды и достижения
| Награда                                                                       | Год           |
| ----------------------------------------------------------------------------- | ------------- |
| Молодёжные                                                                    |               |
| Президентский кубок (в составе Дрюммонвилль Вольтижерс)                       | 2008/09       |
| Жан Беливо Трофи                                                              | 2009/10       |
| Вторая сборная всех звёзд QMJHL                                               | 2009/10       |
| Лучший показатель плюс/минус в QMJHL                                          | 2009/10 (+62) |
| Мишель Бриер Мемориал Трофи                                                   | 2010/11       |
| Майк Босси Трофи                                                              | 2010/11       |
| Первая сборная всех звёзд QMJHL                                               | 2010/11       |
| НХЛ                                                                           |               |
| Фрэнк Дж. Селки Трофи                                                         | 2019/20       |
| Международные                                                                 |               |
| Серебряный призёр Молодёжного чемпионата мира (в составе мол. сборной Канады) | 2011          |
| Чемпион мира (в составе сборной Канады)                                       | 2015          |